# Brit Morgan
Brittany Morgan Dengler (nacida el 24 de septiembre de 1987), más conocida como Brit Morgan, es una actriz estadounidense.

## Primeros años
Morgan nació y se crio en la sección Marlton de Evesham Township, Nueva Jersey, donde se graduó en 2005 de la Cherokee High School.

## Carrera
El primer papel recurrente importante de Morgan fue en 2008, como Lacey Thornfield en la serie ciencia ficción comedia-drama de ABC Family The Middleman. De 2010 a 2011, apareció como Debbie Pelt en la serie de vampire drama de HBO "True Blood". A partir del estreno de la segunda temporada, Morgan ha aparecido como Penny Peabody en Riverdale.

## Filmografía

### Películas
| Año  | Título                   | Papel       | Notas        |
| ---- | ------------------------ | ----------- | ------------ |
| 2007 | The Beginning of the End | Bar Girl #2 | Cortometraje |
| 2008 | Beer for My Horses       | Harveyetta  |              |
| 2011 | Paralyzed                | Betty       | Cortometraje |
| 2012 | Cheesecake Casserole     | Cal         |              |
| 2012 | She Wants Me             | Carly       |              |
| 2012 | The Frozen               | Emma        |              |
| 2012 | Freeloaders              | Samantha    |              |
| 2013 | Free Ride                | Rain        |              |
| 2016 | Friend Request           | Olivia      |              |

### Televisión
| Año       | Título                            | Papel                    | Notas                                        |
| --------- | --------------------------------- | ------------------------ | -------------------------------------------- |
| 2007      | Buried Alive                      | Melanie                  | Miniseries                                   |
| 2007      | CSI: NY                           | Robin Graham             | Episodio: "Time's Up"                        |
| 2007      | Greek                             | Gym Girl                 | Episodio: "The Rusty Nail"                   |
| 2008      | The Middleman                     | Lacey Thornfield         | 12 episodios                                 |
| 2008      | Family Man                        | Callie                   | Película de televisión                       |
| 2008      | Quitters                          | Brit                     | Película de televisión                       |
| 2009      | Cold Case                         | Libby Traynor (1976)     | Episodio: "Jackals"                          |
| 2010–2011 | True Blood                        | Debbie Pelt              | 14 episodios                                 |
| 2012      | Shameless                         | Lucy Jo Heisner          | Episodio: "A Beautiful Mess"                 |
| 2012      | Southland                         | Natasha                  | Episodio: "God's Work"                       |
| 2012      | Desperate Housewives              | Lindsay                  | Episodio: "The People Will Hear"             |
| 2012      | Two and a Half Men                | Jill                     | Episodio: "I Changed My Mind About the Milk" |
| 2013      | Ironside                          | Zoe                      | Episodio: "Pentimento"                       |
| 2014–2015 | Graceland                         | Amber                    | 10 episodios                                 |
| 2014      | Criminal Minds                    | Jane Posner              | Episodio: "The Itch"                         |
| 2014      | The Mentalist                     | Marie Flanigan           | Episodio: "The Graybar Hotel"                |
| 2015      | The Night Shift                   | Tricia                   | Episodio: "Recovery"                         |
| 2015–2018 | Supergirl                         | Leslie Willis / Livewire | Papel recurrente, 4 episodios                |
| 2016      | Law & Order: Special Victims Unit | Jenna Miller             | Episodio: "Heightened Emotions"              |
| 2016      | Rizzoli & Isles                   | Kelly Wagner             | Episodio: "2M7258-100"                       |
| 2018      | Riverdale                         | Penny Peabody            | Papel recurrente (11 episodios) T2-T3        |
| 2019      | The Boys                          | Rachel                   | Episodio: "Good for the Soul"                |

### Videos musicales
| Año  | Título      | Artista(s)   |
| ---- | ----------- | ------------ |
| 2018 | Trouble Man | Chris Pierce |